# Heilly
Heilly is een gemeente in het Franse departement Somme (regio Hauts-de-France) en telt 400 inwoners (2004). De plaats maakt deel uit van het arrondissement Amiens.

## Geografie
De oppervlakte van Heilly bedraagt 9,3 km², de bevolkingsdichtheid is 43,0 inwoners per km².

## Verkeer en vervoer
In de gemeente ligt spoorwegstation Heilly.
De onderstaande kaart toont de ligging van Heilly met de belangrijkste infrastructuur en aangrenzende gemeenten.

## Demografie
Onderstaande figuur toont het verloop van het inwonertal (bron: INSEE-tellingen).